# Gerbillus nancillus
Gerbillus nancillus (Thomas & Hinton, 1923) è un roditore della famiglia dei Muridi diffuso nell'Africa settentrionale.

## Descrizione

### Dimensioni
Roditore di piccole dimensioni, con la lunghezza della testa e del corpo tra 55 e 69 mm, la lunghezza della coda tra 76 e 89 mm, la lunghezza del piede tra 15 e 18 mm, la lunghezza delle orecchie tra 10 e 11,5 mm e un peso fino a 10,6 g.

### Aspetto
Le parti dorsali variano dal color sabbia al bruno-arancione con la base dei peli grigia, i fianchi sono più chiari mentre le parti ventrali e gli arti sono bianchi. La linea di demarcazione lungo i fianchi è netta. Sono presenti degli anelli più scuri intorno agli occhi e una macchia bianca alla base posteriore di ogni orecchio. La coda è più lunga della testa e del corpo, è dello stesso colore del dorso sopra, bianca sotto e con un ciuffo di lunghi peli all'estremità. Il cariotipo è 2n=56 FNa=54.

## Biologia

### Comportamento
È una specie terricola.

### Riproduzione
Una femmina con quattro embrioni è stata catturata nel Niger nel mese di giugno.

## Distribuzione e habitat
Questa specie è diffusa in maniera frammentata nella Mauritania meridionale, Mali occidentale, Niger sud-occidentale e nel Sudan centro-occidentale.
Vive in zone sabbiose e con terreno argilloso, in capi di miglio e nei maggesi.

## Conservazione
La IUCN Red List, nonostante sia stato osservato in un vasto areale, sono poche le informazioni sul suo stato di conservazione e sui requisiti ambientali, classifica G.nancillus come specie con dati insufficienti (DD).